# Abdul Halim

Bandera del Jefe Supremo del Estado de Malasia.

Almu'tasimu Billahi Muhibbuddin Tuanku Al-Hajj Abdul Halim Muad'zam Shah ibni Almarhum Sultan Badlishah (Alor Setar, 28 de noviembre de 1927-11 de septiembre de 2017) fue el 14.º Yang di-Pertuan Agong (jefe de Estado) de Malasia, así como el 27.º sultán de Kedah. Anteriormente se desempeñó  como el quinto Yang di-Pertuan Agong desde 1970 hasta 1975. Fue la primera persona en ocupar el cargo dos veces, así como el de mayor edad elegido al cargo.

## Biografía

### Sus comienzos
Nació en Istana Anak Bukit cerca de Alor Setar (entonces Alor Star) con el nombre de Tuanku (Príncipe) Abdul Halim, fue el segundo, pero el hijo mayor en sobrevivir del Sultán Badlishah (nacido en 1894; reinó entre 1943 y 1958), que más tarde se convirtió en el sultán n.º 27 de Kedah. Tuanku Abdul Halim es de origen malayo y tailandés. Su madre era una tailandesa nacida en Kedah, llamada Tunku Sofiah binti Tunku Mahmud (nacida en 1910), que murió en un accidente automovilístico en 1935. El abuelo materno de Tunku Abdul Halim, Tunku Mahmud, fue  Raja Muda o presunto heredero al trono de Kedah. Se educó en las escuelas de Alor Merah, Titi Gajah Malayo y el sultán Abdul Hamid College en Alor Star entre 1946 y 1948. Estudió en el Wadham College, Oxford y obtuvo un Diploma en ciencias sociales y administración pública. Posteriormente ingresó en el servicio administrativo de Kedah, sirviendo en la oficina del distrito de Alor Star y más tarde, en la oficina del fisco. El 6 de agosto de 1949 fue nombrado Raja Muda o heredero y ascendió como el Sultán nº 28 de Kedah al fallecer su padre en julio de 1958. Fue entronizado en el Balai Besar en Alor Star el 20 de febrero de 1959.

### Primera elección como virrey
Tuanku Abdul Halim sirvió como viceYang di-Pertuan Agong entre el 21 de septiembre de 1965 y el 20 de septiembre de 1970.

### Elección como rey
Tuanku Abdul Halim fue elegido como el quinto Yang di-Pertuan Agong de Malasia y su mandato duró desde el 21 de septiembre de 1970 hasta el 20 de septiembre de 1975.
Es el tercer monarca más joven en ascender al trono de Yang di-Pertuan Agong después de Tuanku Syed Putra de Perlis y Tuanku Mizan Zainal Abidin de Terengganu. 
Durante su reinado, Tuanku Abdul Halim presidió la primera transferencia de poder del gobierno civil cuando su tío, el primer ministro Tunku Abdul Rahman, renunció a favor de su vice primer ministro Abdul Razak Hussein. Tunku Abdul Rahman había considerado que no debía servir bajo un sobrino, dado el estricto protocolo real malayo, pero acordó permanecer como Primer ministro durante el primer día de reinado de Tuanku Abdul Halim.

### Segunda elección como vice rey
En noviembre del 2006 Tuanku Abdul Halim fue elegido por segunda vez vice Yang di-Pertuan Agong por un periodo de cinco años. Es la tercera persona que ha sido elegido dos veces para este cargo, después del Jefe Supremo Ja'afar de Negeri Sembilan y del Sultán Mizan Zainal Abidin de Terengganu. 

### Segunda elección como rey
En octubre de 2011, Abdul Halim fue elegido para un segundo mandato como Yang di-Pertuan Agong, su mandato comenzó el 13 de diciembre de 2011 y finalizó el 12 de diciembre de 2016. Es la primera persona en ocupar el cargo dos veces. También es el más antiguo gobernante malayo en ser coronado Yang di-Pertuan Agong a la edad de 84 años, superando el récord anterior, del Sultán Salahuddin Abdul Aziz de Selangor, que fue coronado a los 73 años.
Descargó sus deberes como Sultán de Kedah, mientras servía su mandato, en un Consejo de Regencia compuesto por sus hermanos Tunku Annuar, Tunku Sallehuddin (su sucesor como Sultán de Kedah), Tunku Abdul Hamid Thani y su hija, Tunku Puteri Intan Safinaz.

## Distinciones honoríficas

### Distinciones honoríficas malayas
- Soberano Gran Maestre de la Orden de la Casa Real de Malasia (Reino de Malasia).
- Soberano Gran Maestre de la Exaltadísima Orden de la Corona del Reino (Reino de Malasia).
- Soberano Gran Maestre de la Orden del Defensor del Reino (Reino de Malasia),
- Soberano Gran Maestre de la Orden de la Lealtad a la Corona de Malasia (Reino de Malasia).
- Soberano Gran Maestre de la Orden al Mérito (Reino de Malasia).
- Soberano Gran Maestre de la Orden del Servicio Militar (Reino de Malasia).
- Soberano Gran Maestre de la Orden del Heroísmo de la Policía (Reino de Malasia).
- Soberano Gran Maestre de la Orden del Servicio Meritorio (Reino de Malasia).
- Soberano Gran Maestre de la Orden de la Casa Real (Reino de Malasia).
- Soberano Gran Maestre de la Real Orden Familiar de Kedah (Sultanato de Kedah).
- Soberano Gran Maestre de la Real Orden Familiar Halimí de Kedah (Sultano de Kedah).
- Soberano Gran Maestre de la Suprema Orden al Mérito de Kedah (Sultanato de Kedah).
- Soberano Gran Maestre de la Suprema Orden de Sri Mahawangsa (Sultanato de Kedah).
- Soberano Gran Maestre de la Exaltada Orden de la Corona de Kedah (Sultanato de Kedah).
- Soberano Gran Maestre de la Orden de la Lealtad a la Casa Real de Kedah (Sultanato de Kedah).
- Soberano Gran Maestre de la Orden de la Lealtad al Sultán Abdul Halim Mu'adzam Shah (Sultanato de Kedah).
- Soberano Gran Maestre de la Gloriosa Orden de la Corona de Kedah (Sultanato de Kedah).

### Distinciones honoríficas españolas
- Caballero del collar de la Orden de Carlos III (1974).

## Ancestros
|  |                                                             |  |  |  |  |  |  |  |  |  |  |  |  |  |  |  |
|  | 16. Sultán Zainal Rashid Al-Mu'adzam Shah I de Kedah        |  |  |  |  |  |  |  |  |  |  |  |  |  |  |  |
|  |                                                             |  |  |  |  |  |  |  |  |  |  |  |  |  |  |  |
|  |                                                             |  |  |  |  |  |  |  |  |  |  |  |  |  |  |  |
|  | 8. Sultán Ahmad Tajuddin Mukarram Shah de Kedah             |  |  |  |  |  |  |  |  |  |  |  |  |  |  |  |
|  |                                                             |  |  |  |  |  |  |  |  |  |  |  |  |  |  |  |
|  |                                                             |  |  |  |  |  |  |  |  |  |  |  |  |  |  |  |
|  | 17. Wan Maheran binti Dato’ Wan Muhammad Sadiq              |  |  |  |  |  |  |  |  |  |  |  |  |  |  |  |
|  |                                                             |  |  |  |  |  |  |  |  |  |  |  |  |  |  |  |
|  |                                                             |  |  |  |  |  |  |  |  |  |  |  |  |  |  |  |
|  | 4. Sultán Abdul Hamid Halim de Kedah                        |  |  |  |  |  |  |  |  |  |  |  |  |  |  |  |
|  |                                                             |  |  |  |  |  |  |  |  |  |  |  |  |  |  |  |
|  |                                                             |  |  |  |  |  |  |  |  |  |  |  |  |  |  |  |
|  | 18. Dato’ Wan Ismail bin Dato’ Sri Paduka Raja Laksamana    |  |  |  |  |  |  |  |  |  |  |  |  |  |  |  |
|  |                                                             |  |  |  |  |  |  |  |  |  |  |  |  |  |  |  |
|  |                                                             |  |  |  |  |  |  |  |  |  |  |  |  |  |  |  |
|  | 9. Wan Hajar binti Dato’ Wan Ismail                         |  |  |  |  |  |  |  |  |  |  |  |  |  |  |  |
|  |                                                             |  |  |  |  |  |  |  |  |  |  |  |  |  |  |  |
|  |                                                             |  |  |  |  |  |  |  |  |  |  |  |  |  |  |  |
|  | 19. Wan Jingga binti Dato’ Wan Muhammad Sadiq               |  |  |  |  |  |  |  |  |  |  |  |  |  |  |  |
|  |                                                             |  |  |  |  |  |  |  |  |  |  |  |  |  |  |  |
|  |                                                             |  |  |  |  |  |  |  |  |  |  |  |  |  |  |  |
|  | 2. Sultán Badlishah de Kedah                                |  |  |  |  |  |  |  |  |  |  |  |  |  |  |  |
|  |                                                             |  |  |  |  |  |  |  |  |  |  |  |  |  |  |  |
|  |                                                             |  |  |  |  |  |  |  |  |  |  |  |  |  |  |  |
|  | 10. Abdullah                                                |  |  |  |  |  |  |  |  |  |  |  |  |  |  |  |
|  |                                                             |  |  |  |  |  |  |  |  |  |  |  |  |  |  |  |
|  |                                                             |  |  |  |  |  |  |  |  |  |  |  |  |  |  |  |
|  | 5. Nai Sofiah binti Abdullah, una dama de Siam              |  |  |  |  |  |  |  |  |  |  |  |  |  |  |  |
|  |                                                             |  |  |  |  |  |  |  |  |  |  |  |  |  |  |  |
|  |                                                             |  |  |  |  |  |  |  |  |  |  |  |  |  |  |  |
|  | 1. Sultán Abdul Halim de Kedah                              |  |  |  |  |  |  |  |  |  |  |  |  |  |  |  |
|  |                                                             |  |  |  |  |  |  |  |  |  |  |  |  |  |  |  |
|  |                                                             |  |  |  |  |  |  |  |  |  |  |  |  |  |  |  |
|  | 24. Sultán Zainal Rashid Al-Mu'adzam Shah I de Kedah (= 16) |  |  |  |  |  |  |  |  |  |  |  |  |  |  |  |
|  |                                                             |  |  |  |  |  |  |  |  |  |  |  |  |  |  |  |
|  |                                                             |  |  |  |  |  |  |  |  |  |  |  |  |  |  |  |
|  | 12. Sultán Ahmad Tajuddin Mukarram Shah de Kedah (= 8)      |  |  |  |  |  |  |  |  |  |  |  |  |  |  |  |
|  |                                                             |  |  |  |  |  |  |  |  |  |  |  |  |  |  |  |
|  |                                                             |  |  |  |  |  |  |  |  |  |  |  |  |  |  |  |
|  | 25. Wan Maheran binti Dato’ Wan Muhammad Sadiq (= 17)       |  |  |  |  |  |  |  |  |  |  |  |  |  |  |  |
|  |                                                             |  |  |  |  |  |  |  |  |  |  |  |  |  |  |  |
|  |                                                             |  |  |  |  |  |  |  |  |  |  |  |  |  |  |  |
|  | 6. Tunku Mahmud bin Sultán Ahmad Tajuddin Mukarram Shah     |  |  |  |  |  |  |  |  |  |  |  |  |  |  |  |
|  |                                                             |  |  |  |  |  |  |  |  |  |  |  |  |  |  |  |
|  |                                                             |  |  |  |  |  |  |  |  |  |  |  |  |  |  |  |
|  | 26. Sultán ʻAli Iskandar Shah de Johor                      |  |  |  |  |  |  |  |  |  |  |  |  |  |  |  |
|  |                                                             |  |  |  |  |  |  |  |  |  |  |  |  |  |  |  |
|  |                                                             |  |  |  |  |  |  |  |  |  |  |  |  |  |  |  |
|  | 13. Tengku Cik Fatima binti Sultán ʻAli                     |  |  |  |  |  |  |  |  |  |  |  |  |  |  |  |
|  |                                                             |  |  |  |  |  |  |  |  |  |  |  |  |  |  |  |
|  |                                                             |  |  |  |  |  |  |  |  |  |  |  |  |  |  |  |
|  | 27. Cik Serimbuk binti Daeng Muhammad Amin                  |  |  |  |  |  |  |  |  |  |  |  |  |  |  |  |
|  |                                                             |  |  |  |  |  |  |  |  |  |  |  |  |  |  |  |
|  |                                                             |  |  |  |  |  |  |  |  |  |  |  |  |  |  |  |
|  | 3. Tunku Sofia binti Tunku Mahmud                           |  |  |  |  |  |  |  |  |  |  |  |  |  |  |  |
|  |                                                             |  |  |  |  |  |  |  |  |  |  |  |  |  |  |  |
|  |                                                             |  |  |  |  |  |  |  |  |  |  |  |  |  |  |  |
|  | 14. Awang Ahmad                                             |  |  |  |  |  |  |  |  |  |  |  |  |  |  |  |
|  |                                                             |  |  |  |  |  |  |  |  |  |  |  |  |  |  |  |
|  |                                                             |  |  |  |  |  |  |  |  |  |  |  |  |  |  |  |
|  | 7. Hajjah Zainab binti Awang Ahmad                          |  |  |  |  |  |  |  |  |  |  |  |  |  |  |  |
|  |                                                             |  |  |  |  |  |  |  |  |  |  |  |  |  |  |  |
|  |                                                             |  |  |  |  |  |  |  |  |  |  |  |  |  |  |  |

| Predecesor: Ismail Nasiruddin Shah | Yang di-Pertuan Agong (Rey de Malasia) 1970-1975 | Sucesor: Yahya Petra           |
| Predecesor: Mizan Zainal Abidin    | Yang di-Pertuan Agong (Rey de Malasia) 2011-2016 | Sucesor: Mohamed V de Kelantan |